# 吉田沙保里
吉田 沙保里（よしだ さおり、1982年〈昭和57年〉10月5日 - ）は、日本のレスリング指導者、日本の元レスリング選手、スポーツ科学者、大府市レスリング協会副会長。学位は健康スポーツ科学学士（中京女子大学・2005年）、健康スポーツ科学名誉修士（中京女子大学大学院・2008年）。元至学館大学（旧・中京女子大学）副学長（2016年-2018年）。
女子レスリング個人で世界大会16連覇、個人戦206連勝を記録し、「霊長類最強女子」の異名を持つ。2012年には13大会連続世界一でギネス世界記録認定、国民栄誉賞受賞を成し遂げた。紫綬褒章受章者（2004年、2008年、2012年）。父親はレスリング選手・指導者の吉田栄勝。
2016年リオデジャネイロオリンピックでは日本選手団主将を務めた。また、2016年9月には現役を続行しつつレスリング女子日本代表コーチに就任した。

## 略歴
自宅でレスリング道場を開いていた父の指導で3歳でレスリングを始める。1998年、1999年の世界カデット選手権で優勝の後、2000年、2001年の世界ジュニア選手権を2連覇する。2002年のジャパンクイーンズカップでは前年の世界王者山本聖子を破り、アジア大会でも優勝。そのままの世界選手権、全日本選手権でも優勝した。2003年も世界選手権、ワールドカップと立て続けに優勝。
アテネオリンピックの代表選考試合となった全日本選手権と2004年のジャパンクイーンズカップでライバル山本に連勝し、女子レスリング55kg級の代表に選出される。2004年のアテネオリンピックで金メダルを獲得。
2007年5月、アジア選手権優勝。9月の世界選手権でも優勝し、女子として史上初の5連覇を達成する。同年12月5日、「テレビ朝日ビッグスポーツ賞」受賞。12月18日、JOCシンボルアスリートに選出される（2008年1月1日 - 2008年12月31日）、12月20日、第57回「日本スポーツ賞」（読売新聞社制定）のグランプリ受賞。12月22日、北京オリンピックのレスリング女子55kg級の日本代表に正式決定した。
2008年8月16日、北京オリンピックの55kg級に出場。予選・準決勝と勝ち上がり、決勝戦では許莉（中国）を試合開始から終始圧倒、第2ピリオドでフォール勝ちし、2大会連続でオリンピックの金メダリストとなった。
表彰式後のテレビインタビューで吉田は「4年後のロンドンも勝ちたい」と、早くもオリンピック3連覇を目指すことを明らかにした。2011年9月の世界選手権で、アレクサンドル・カレリンの最多連覇回数記録と並ぶ大会9連覇を達成した。
2012年6月、JOCはロンドンオリンピック開会式の旗手に吉田を選出した。吉田は「旗手は熱望していた。金メダルをとれないというジンクスを打ち破る」と述べ、8月10日（現地時間8月9日）に行われた55kg競技では予選・準決勝と勝ち上がり、決勝戦ではカナダのトーニャ・バービークと対戦。2-0で金メダルを獲得し、3大会連続五輪金メダルを達成、公約どおりジンクスを打ち破った。なお、ロンドンオリンピックでは閉会式でも旗手を務めた。

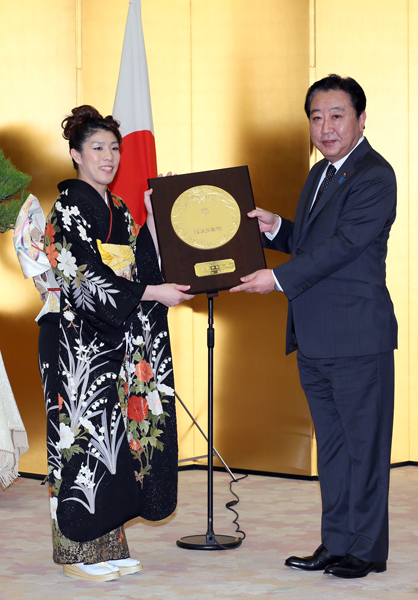
野田佳彦内閣総理大臣（右）より国民栄誉賞を授与される吉田

2012年9月の世界選手権において、男女通じて史上最多となる世界選手権10連覇及び世界大会（五輪＋世界選手権）13大会連続優勝を達成し、カレリンの記録を更新した。この頃からカレリンの異名「霊長類最強の男」にちなんで「霊長類最強女子」と国内のマスコミ等で呼称されるようになる。中国のSNSやメディアで「アイアンレディ（铁娘子）」「レスリングの女帝（女皇）」と呼ばれることもある（Twitterで吉田が中国で「絶望」と呼ばれているというツイートが広まったが、そのような事実は確認されていない）。また、「13大会連続世界一」を達成した事を受けギネス世界記録に認定された。さらに、この功績を称え2012年11月7日に日本政府より国民栄誉賞を授与された（個人受賞としては1977年の栄誉賞創設以来19人目であり、女子スポーツ界からの受賞は高橋尚子、2011 FIFA女子ワールドカップ日本女子代表に次いで3例目）。
2013年の世界選手権では、全試合を通して相手に全くポイントを与えない完全勝利で優勝、世界大会14連覇を達成した。新たに53kg級で挑んだ2014年の世界選手権では、前年に続いて決勝でスウェーデンのソフィア・マットソンを6-0で破り、世界大会15連覇を成し遂げた。
2015年の世界選手権では決勝で3年連続でマットソンと対戦。ポイントを先取されタックルも封じ込められるが、その後逆転して2-1で勝利を収め、世界大会16連覇、個人戦200連勝を達成した。吉田は試合後「負けるかと思った。不安で仕方がなかった」と敗戦の恐怖を口にし、マットソンも「ほとんど差がなかった」と打倒吉田への手応えを口にした。同年12月の全日本選手権では55kg級で優勝しリオデジャネイロオリンピック代表を決めた。しかし、その後は栄和人ヘッドコーチに試合出場を促されながらも吉田は頑なに拒否し、練習を積むことに専念。過去最長である8ヵ月の実戦無しの空白期間を経てオリンピックに挑むことになった。また、同年12月末にALSOKを退社してフリーになったことにより、オリンピックを控えながらテレビ番組やイベントの出演が重なった。
亡き父、吉田栄勝と約束したオリンピック4連覇を目指して挑んだリオデジャネイロオリンピックの決勝戦では、準決勝で吉田の最大のライバルになると目されていたマットソンをフォール勝ちで抑えてきたアメリカのヘレン・マルーリスと対戦。第1ピリオドで吉田が1ポイント先取するも、第2ピリオドで4ポイントを奪われ、逆転負け。世界大会（五輪＋世界選手権）の連覇記録は16連覇、個人戦は206連勝でストップし、15年間守り続けた世界女王の座から陥落した。吉田は「たくさんの人に応援してもらったのに銀メダルで終わってしまって申し訳ない」「日本選手の主将として金メダルを取らないといけないところだったのに、ごめんなさい。取り返しのつかないことになってしまった」と号泣し、「お父さん、私をここまで育ててくれてありがとうっていうことを伝えたいです」と亡き父に感謝の言葉を贈った。なお、日本選手団主将は過去5大会メダル獲得を逃しており、吉田は銀メダル獲得で主将は表彰台に立てないというジンクスは破ったものの、金メダルを獲得できないというジンクスは破ることができなかった。
帰国後、吉田は現役引退を否定し、2020年東京オリンピック出場を最大目標に現役続行することを表明。同年9月26日には日本レスリング協会理事会において、吉田のレスリング日本女子代表コーチ就任が承認された。
2016年11月1日、母校である至学館大学の副学長に就任（2018年8月辞任）。11月24日、日本代表の合宿にコーチとしてデビューをした。
2019年1月8日、現役引退を本人自身のツイッターで発表した。
2019年4月5日より、日本テレビ系の平日朝情報番組『ZIP!』金曜日メインパーソナリティーに就任。肩書は自ら発案した「霊長類最強パーソナリティー」。
新型コロナウイルスの感染拡大の中、吉田は定期的にPCR検査を実施。2020年12月28日、31日、2021年1月4日の検査では陰性だったが、1月7日の検査で陽性が判明した。「無症状で平熱だったので、（陽性と）聞いた時はびっくりした」「その後熱は1週間くらい続いた」という。順調に回復し、1月29日、『ZIP!』に復帰した。4月7日、聖火リレーの津市区間の第1走者を務め、自身の名を冠したサオリーナから出走した。なお、第2走者は吉田の母で、親子で聖火ランナーの役目を果たした。

## 連勝記録
2001年の全日本女子選手権56kg級準決勝で山本聖子（日本大学＝当時）に判定(2-3)で負けて以来、公式戦119連勝を記録。また1996年より国際大会における27大会連続優勝も記録した。しかし、2008年1月19日に中国・太原で開催された女子ワールドカップ団体戦において、マルシー・バンデュセン（アメリカ）に判定で敗れて連勝記録が止まり、また国際大会における初黒星を記録した。その後は再び連勝を続けて58まで継続したが、2012年5月27日に東京で開催された女子ワールドカップ団体戦決勝で、ロシアのワレリア・ジョロボワに2-1の逆転負け。2016年8月18日のリオデジャネイロオリンピックの決勝では15年ぶりに個人戦での敗北を喫し、個人戦連勝記録は206でストップ。この時勝利したアメリカのヘレン・マルーリスは、15年前に吉田が敗北した山本の元教え子であった。
世界大会（五輪+世界選手権）では、2012年世界選手権で13連覇を達成し、それまでカレリンが保持していた12連覇の記録を破り、男女を通じて史上最多となった。以降2015年世界選手権の16連覇まで伸ばした。大会単体で分類すると、世界選手権で13連覇（史上最多）、五輪で3連覇を達成。

## 人物
1982年10月5日、三重県津市（旧三重県一志郡一志町）に三人兄妹の末っ子として生まれる。父親は元レスリング選手の吉田栄勝、母・幸代（ゆきよ）はテニスの元国体選手、兄2人もレスリング経験者で特に次兄・栄利（ひでとし）は国際大会出場経験もある。
一志町立一志中学校、三重県立久居高等学校、中京女子大学（現・至学館大学）卒業。綜合警備保障所属。卒業後も中京女子大学を練習拠点としている。
はとこ（父方祖母の姉の孫）に漫画家の羅川真里茂がいる。
血液型はO型。
2016年には綜合警備保障を退社してフリーになった。マネジメントについては TAGインターナショナル と契約を結んだ。第29回小学館DIMEトレンド大賞では「話題の人物賞」、「ORICON STYLE クイーン・アワード 2016」好きなスポーツ選手（女性）1位を受賞。
2017年からは、同年設立のアスリートマネージメント事業会社のYSW Tokyo株式会社に所属。

### 褒章・栄誉賞
- 紫綬褒章（2004年、2008年、2012年）[7]。
- 2004年度、アテネ五輪での金メダル獲得により、三重県県民栄誉賞・津市市民栄誉賞
- 2008年度、北京五輪での金メダル獲得により三重県県民特別栄誉賞（1回目）・津市市民特別栄誉賞
- 2012年度、ロンドン五輪での金メダル獲得により三重県は三重県県民特別栄誉賞（2回目）を授与

津市は市内に建設する総合スポーツ施設の名称にその名前を冠することを決定。
- 2016年度、リオデジャネイロオリンピック女子レスリング銀メダル獲得[39]によるオリンピック4大会連続メダルにより、三重県は三重県県民特別栄誉賞（3回目）を授与[40]。
- 2019年、三重県は、三重県民栄誉特別功労賞を創設し、4月13日の県民の日に授与[41]。
- 2019年7月、愛知県は「スポーツの枠にとどまらず多くの県民・国民に明るい夢と希望を抱かせてくれた」として、愛知県民栄誉賞を授与[42]。

記念品は本人が希望したノリタケ製のプレートのセット（16の金メダルや連勝を表す206個の星がデザインされている特注品）。
- 2012年、第60回菊池寛賞受賞[43][注釈 1]。
- 2019年8月13日、自身のTwitterで愛知県民栄誉賞を大村秀章愛知県知事から送られたと発表[44]。

## 戦績

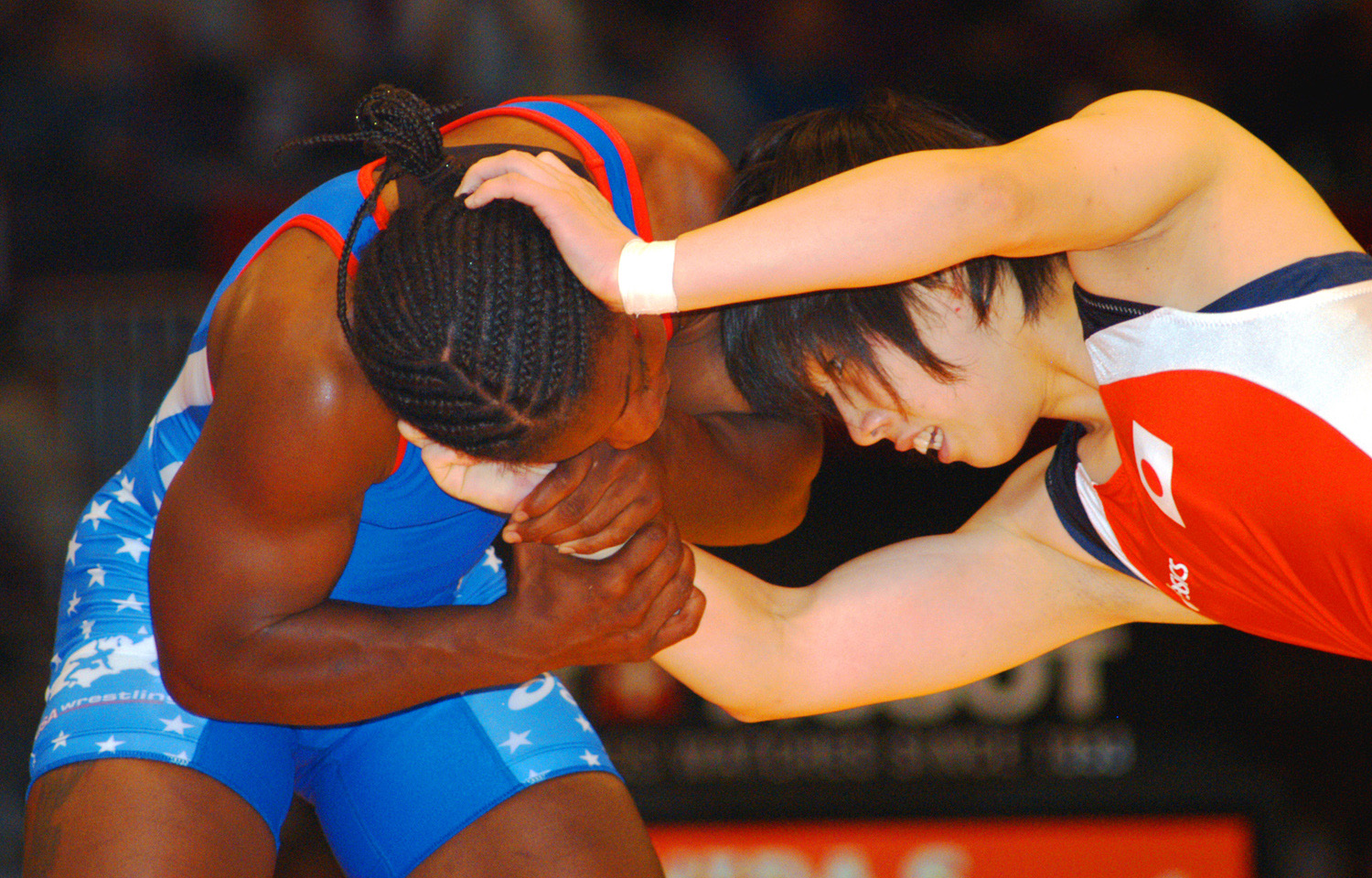
2003年世界選手権55kg級決勝

- 全日本女子選手権 51kg級 準優勝（1998年） 3位（1997年）
- 全日本女子選手権 56kg級 3位（2000年、2001年）
- 全日本女子選手権 55kg級 優勝（2008年、2009年）
- 全日本選手権 53kg級 優勝（2010年、2012年、2013年、2014年）
- 全日本選手権 55kg級 優勝（2002年、2003年、2004年※、2005年、2006年、2007年、2008年※、2009年※、2015年）

※は男子も含めた大会最優秀選手・天皇杯獲得
- 全日本選抜選手権 55kg級 優勝（2010年、2011年、2013年）
- 全日本選抜選手権 53kg級 優勝（2014年、2015年）
- 世界ジュニア選手権 58kg級 優勝（2000年、2001年）
- 世界学生選手権 59kg級 優勝（2002年）
- ジャパンクイーンズカップ 55kg級 優勝（2002年、2003年、2004年、2005年、2006年、2007年）
- ワールドカップ55kg級 優勝（2003年、2004年、2005年、2006年）
- 世界女子選手権 55kg級 優勝（2002年、2003年、2005年〜2015年）
- アテネオリンピック 女子レスリング55kg級 優勝（2004年）
- ユニバーシアード 55kg級 優勝（2005年）
- 北京オリンピック 女子レスリング55kg級 優勝（2008年）
- ロンドンオリンピック 女子レスリング55kg級 優勝（2012年）
- リオデジャネイロオリンピック 女子レスリング53kg級 準優勝（2016年）

通算成績：333勝15敗（不戦勝50勝を含まず）（1995年（中学1年生）以降、日本レスリング協会公式サイトより算出）

## 出演

### テレビ
- NHK紅白歌合戦（NHK総合・ラジオ第1）
  - 第59回（2008年12月31日） - 審査員
  - 第63回（2012年12月31日） - 審査員
- ZIP!（2019年4月5日 - 2021年9月30日、2022年2月4日 - 日本テレビ） - 金曜日→木曜日メインパーソナリティー[23]→スポーツパーソナリティー
- 吉田沙保里のまるみえ検定（2019年5月4日 - 2020年3月28日、中京テレビ） - MC[46]

### CM・広告
- ALSOK
- 日清オイリオ
- アサヒスーパードライ
- BBQ王・ホットフィール
- 明治乳業（現・明治）「明治ヨーグルトR-1」
- プロジェクト東京ドールズ[47]
- ワコール 「デイト（Date.）」 シンクロブラ - イメージモデル[48]
- ポケットモンスター サン・ムーン
- ストリートファイター6[49]
- HYPER ZONe 『霊長類最強の100円分キャッシュバック』[50]
- ローソン[51]
- 日清食品
  - カップヌードル シーフードヌードル（2025年7月9日 - ）- CANDY TUNEと共演。
  - カレーメシ「ギネス世界記録」篇（2025年7月21日 - ） - 加藤一二三、大川成美らと共演[52]

### テレビドラマ
- 東京ガードセンター 第7話（2014年5月22日、Dlife） - 監視員 役[53]。
- 掟上今日子の備忘録 第6話（2015年11月14日、日本テレビ） - 警察官 役[54]
- 釣りバカ日誌〜新入社員 浜崎伝助〜 伊勢志摩で大漁! 初めての出張編（2017年1月2日、テレビ東京） - 本人 役
- 幕末グルメ ブシメシ!（2017年1月 - 2月、NHK BSプレミアム） - お里 役[55]
- ノーサイド・ゲーム 第5話（2019年8月4日、TBS） - 本人 役

### ゲーム
- 東京2020オリンピック The Official Video Game（2020年4月17日） - 本人 役[56]　※無料アップデート追加キャラ
- 白猫プロジェクト NEW WORLD'S（2024年11月8日） - 本人 役[57]

## CD
- 目を覚ませ/Go My Way（2015年10月14日、avex） - 『Well stone bros.feat.吉田沙保里』名義